# Rolls-Royce Soar
Das Rolls-Royce RB.82 Soar (ursprünglich Soar RSr.2, später Rolls-Royce RB.93) war ein Turbinenstrahltriebwerk in axialer Bauweise des britischen Herstellers Rolls-Royce. Es stellte einen Meilenstein in der Entwicklung von Antrieben mit hohem Schub-Gewicht-Verhältnis dar und führte weiter zur Entwicklung spezieller Hubtriebwerke für Senkrechtstarter.

## Geschichte
Das Triebwerk wurde 1949 von Alan Arnold Griffith entworfen, dem Chefentwickler von Rolls-Royce. Das Gehäuse bildete ein geschweißtes Blechrohr, in das ein einstufiger axialer Verdichter, eine Ringbrennkammer und eine einstufige Turbine eingebaut wurden, wobei Turbine und Verdichter auf einer gemeinsamen Welle saßen. Während der Einlasskonus, der auch den Generator trug, von vier Streben gehalten wurde, waren es beim Auslasskonus sieben. Das Triebwerk wurde unter strenger Geheimhaltung entwickelt, weil es als Antrieb für den Flugkörper Red Rapier dienen sollte. Im Juni 1952 erreichte es bei Prüfstandläufen eine Lebensdauer von nur 2–3 Stunden bei einem Schub von 6,1 kN. Später konnte die Lebensdauer auf 10 h und der Schub auf 8,27 kN gesteigert werden. Schwierigkeiten bereitete die kurze Brennkammer, die schwer zu zünden war und im unteren Leistungsbereich instabil arbeitete. Zur Erprobung erhielt eine Gloster Meteor F.8 mit der RAF-Seriennummer WA982 zwei dieser Triebwerke an den Flügelenden. Die Probleme konnten dabei jedoch nicht beseitigt werden. 
Als das Red Rapier Projekt 1953 eingestellt wurde, führte man im August 1954 den Erprobungsträger auf der Farnborough Air Show vor. 1955 brachte Canadian Aviation Electronics (heute CAE) eine Drohne heraus, genannt Canadian Aviation Electronics P-1 oder auch Caeta, die von einem Rolls-Royce Soar angetrieben wurde. Nach der Entwicklung leistungsfähigerer Triebwerke, wie des Rolls-Royce RB.108, stellte Rolls-Royce um 1957 die Weiterentwicklung des RB.82 Soar ein. Westinghouse erhielt noch einige Triebwerke unter der Bezeichnung RB.93, die an amerikanische Standards angepasst wurden. Später bekam die Firma auch eine Fertigungslizenz. Das Triebwerk lief nun unter der US-Bezeichnung Westinghouse J81 und wurde in den überschallschnellen Flugkörper Northrop AQM-35 eingebaut, während die geplante Verwendung in der Northrop GAM-67 wieder aufgegeben wurde. Für die Aerfer Ariete war es als Zusatztriebwerk vorgesehen, es kam jedoch zu keiner Serienfertigung.

## Technische Daten
- Gewicht: 121 kg
- Durchmesser: 401 mm
- Länge: 1497 mm (ohne Einlauf und Generatorverkleidung)
- Schub: 8,27 kN
- Verdichtung: 4,5:1